# Stakis Hotels
Stakis Hotels fue una empresa hotelera británica dirigida por Reo Stakis, con sede en Glasgow.

## Historia
La empresa fue fundada por Reo Stakis en la década de 1930. Fue vendida a Hilton Group en 2000 por 1.2 billones de libras.  Después de la venta, gran parte del personal superior de Stakis fue contratado por Hilton y ocupó algunos de los puestos directivos dentro de la empresa, incluido Sir David Michels, el entonces director ejecutivo de Stakis, quien pasó a convertirse en director ejecutivo de Hilton Group.

## Galería

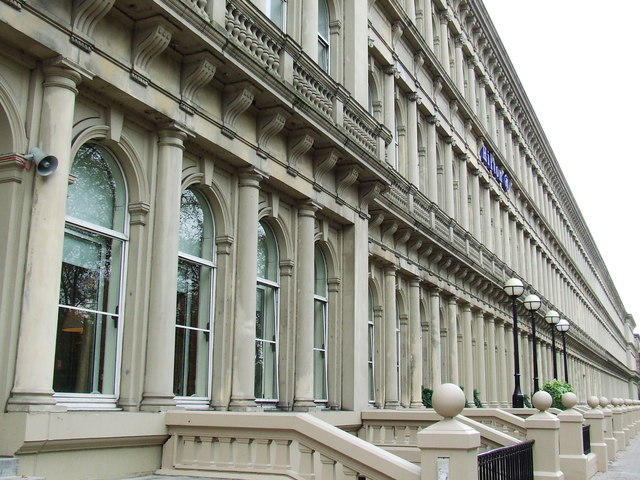
The Grosvenor Hotel, una antigua propiedad de Stakis en Glasgow, ahora propiedad de Hilton.
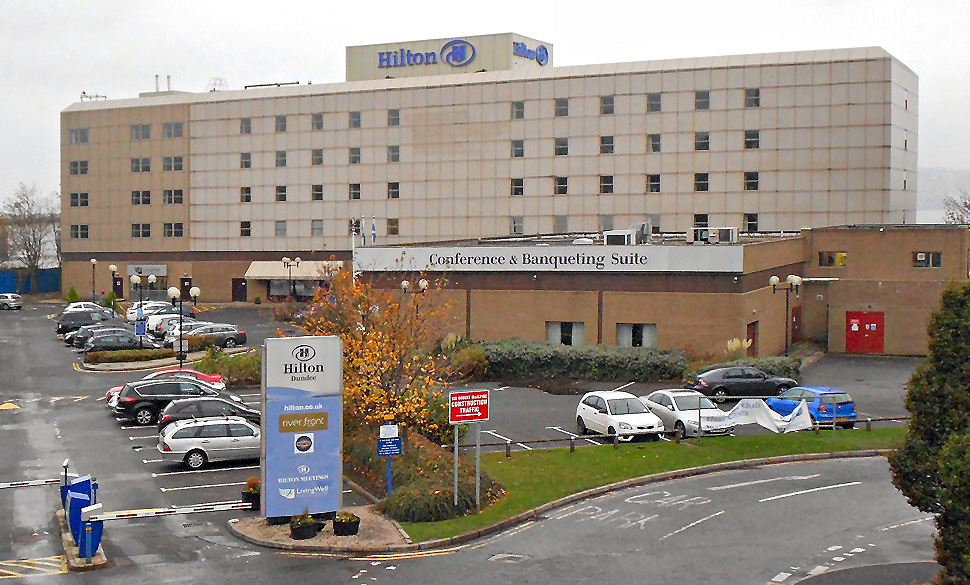
Construido como el Stakis Earl Grey, este hotel de Dundee fue gestionado posteriormente como Hilton hasta su demolición en 2013.